# Panten
Panten ist eine Gemeinde im Kreis Herzogtum Lauenburg in Schleswig-Holstein.

## Geografie

### Geografische Lage
Panten liegt 40 Kilometer östlich von Hamburg am Elbe-Lübeck-Kanal im südöstlichen Naturraum Ostholsteinisches Hügel- und Seenland (Haupteinheit Nr. 702), einem Teil des Schleswig-Holsteinischem Hügellandes.

### Ortsteile
Die ländlich strukturierte Gemeinde Panten besteht aus mehreren Ortschaften. Hierzu gehören das namenstiftende Dorf wie auch die weiteren Dörfer Hammer und Mannhagen.

## Geschichte
Nordöstlich des Ortsteiles Hammer befinden sich unmittelbar am Elbe-Lübeck-Kanal auf dem Timmermannsberg die Überreste eines slawischen Burgwalls, wahrscheinlich aus dem 9. Jahrhundert. Obwohl der Ringwall nur einen Durchmesser von 90 Metern hat, soll es sich um die Hauptburg der Abodriten für das lauenburgische Siedlungsgebiet gehandelt haben. Spätestens im 10. Jahrhundert wurde die Burg gemeinsam mit anderen Befestigungen, wie etwa dem Ringwall in Farchau, zu Gunsten einer neuen Hauptburg in Ratzeburg aufgelassen. Im Volksmund trägt der Burgwall die Bezeichnung Steinburg.
Der Ort wird 1158 in einer Urkunde Heinrichs des Löwen erstmals erwähnt. Er gehörte zur Ausstattung des Bistums Ratzeburg. Die Gemeinde war daher nach der Säkularisierung des Bistums 1648 bis zum Groß-Hamburg-Gesetz von 1937 mecklenburgisch (Exklave von Mecklenburg-Strelitz) und kam dann zur damals preußischen Provinz Schleswig-Holstein. Am 1. April 1938 erfolgte der Zusammenschluss von Mannhagen und Hammer unter dem Namen Mannhagen.
In Mannhagen wurden im Mittelalter und in der Frühen Neuzeit Kupferhammer durch bis zu drei Wassermühlen an der Steinau betrieben. Zu den Eigentümern der Mühlen gehörte auch die in Lübeck und Mecklenburg ansässige Familie Leers. Die Mannhagener Mühle östlich der Ortslage ist heute noch zu erkennen.
In Hammer befand sich eine Ziegelei. Nach dem Abriss der Gebäude und Sprengung des Schlots im Jahre 1972 wurde das Gelände zu einer Feriensiedlung umgestaltet.
Der Gemeindename wurde am 19. September 1938 von Mannhagen in Panten geändert, weil der Gemeindename sich nach dem Wunsch der NSDAP-Kreisleitung mit dem der NSDAP-Ortsgruppe decken sollte. Von 1948 bis 1963 unternahm die Gemeindevertretung wiederholt Versuche, den ursprünglichen Gemeindenamen wieder einzuführen, scheiterte aber jedes Mal an bürokratischen Hindernissen.

## Politik

### Gemeindevertretung
Bei der Kommunalwahl 2023 errang Wir für Panten alle neun Sitze in der Gemeindevertretung. Die Wahlbeteiligung betrug 47,7 Prozent.

### Wappen
Blasonierung: „Von Blau und Rot gespalten durch eine schildförmige, gestürzte goldene Spitze, darin unter drei 1 : 2 gestellten, achtstrahligen grünen Sternen ein linksgewendeter, grün gekleideter halber Hirte, der in der Linken ein schwarzes Horn, in der Rechten einen schwarzen Holzhammer hält.“

## Schutzgebiete
Das Naturschutzgebiet Pantener Moorweiher und Umgebung wurde 1996 ausgewiesen.

## Persönlichkeiten
- Adolf Schulze (* 1835 in Mannhagen; † 1920 in Jena), Sänger und Musikpädagoge